# Voiná
Voiná (en ruso: Война, «Guerra») es un colectivo de arte callejero y reivindicativo ruso conocido por sus obras de performance político. El colectivo ha tenido más de sesenta miembros, incluyendo estudiantes antiguos y actuales de la Escuela Ródchenko de Fotografía de Moscú, la Universidad Estatal de Moscú y la Universidad de Tartu. El colectivo, por principios, no colabora con instituciones privadas o estatales, y no recibe apoyo alguno de gestores, comisarios o galeristas rusos.
Las acciones de Voiná van desde protestas callejeras, bromas simbólicas en lugares públicos y happenings, hasta el vandalismo y destrucción de propiedades públicas. Se han registrado más de una docena de causas penales contra el grupo. El 7 de abril de 2011 el grupo fue galardonado con el premio de "Innovación" en la categoría "Obra de Arte Visual" del Ministerio la Cultura de Rusia.

## Orígenes
Oleg Vorotnikov, un licenciado en filosofía de la Universidad Estatal de Moscú (UEM), es considerado generalmente como el fundador de Voiná. El activista Anton Kotenev ha llegado incluso a decir que "Voiná es Vorotnikov". En 2005, Vorotnikov y Natalia Sokol, que por aquel entonces era una estudiante de física de la UEM, crearon el grupo de arte "Sokoleg", el cual estaba centrado principalmente en la fotografía de gran escala. En la primavera de 2006 conocieron a Anton Nikolaev, dirigente del grupo de arte "Bombily", con quien empezaron a colaborar (Bombila es un término de argot en ruso para designar un taxista sin licencia, normalmente de origen caucásico, que conduce una "bomba" o coche en mal estado). El grupo que así se creó se reunía en el estudio del artista de performance Oleg Kulik.
A principios de 2007, los miembro más radicales y con más conciencia política del proyecto crearon Voiná, liderado por Vorotnikov, también conocido como Vor ("Ladrón") y su esposa Natalia Sokol, también conocida como Kozol, Koza o Kozlyonok ("Cabrita"). El grupo fue creado con un programa político de izquierdas "porque el espectro político de izquierdas está generalmente ausente en el arte ruso".
Otros miembros claves de la organización incluían Leonid Nikolayev (Lyonya Yobnuty, "Lenya el loco" o "Leo el Tarado") y Alexei Plutser-Sarno (Plut, "Sinvergüenza"), autor principal de los textos y el arte multimedia del grupo.
El colectivo no tenía ingresos, rechazaba filosóficamente el trabajo asalariado y el uso del dinero. Sus miembros subsistían siguiendo una ética autogestionada de rebuscar comida en la basura, y pretendidamente convirtieron el "robo de comida y bebida de los supermercados... en una forma de arte"
Piotr Verzilov y su mujer Nadezhda Tolokónnikova fueron miembros de Voiná desde sus comienzos, y vivieron con el grupo como okupas en un garaje de coches. Sin embargo, se separaron del grupo original en agrias circunstancias a finales de 2009, formando su propio grupo. Tolokonnikova fue encarcelada más tarde por su participación en la "oración punk" realizada por Pussy Riot en la catedral de Cristo el Salvador de Moscú.
A finales de febrero de 2011, los activistas Oleg Vorotnikov y Leonid Nikolayev fueron liberados bajo fianza después de cuatro meses bajo custodia de la policía del Moscú, en relación con una protesta contra la corrupción. En aquel momento se enfrentaban a siete años de prisión.
En respuesta a la arrestación, el artista de grafiti Banksy ayudó a recaudar dinero para los artistas. Estos también han sido denunciados por grupos de derechas como el "Sínodo Popular".

## Primeras obras

### Hora Mordoviana
El primero de mayo de 2007, Voiná escenificó una celebración del Día Internacional de los Trabajadores, llamada "Hora Mordoviana", en la que se lanzaron gatos vivos sobre las cajas registradoras del restaurante McDonald en Serpukhovskaya, Moscú, «a fin de romper la ingratitud de la rutina diaria de los trabajadores». Este proyecto fue coordinado junto al grupo de arte Bombily. La acción fue presenciada por dos policía de paisano, que arrestaron a Piotr Verzilov y se quedaron con dos gatos a modo de pruebas. Los cargos contra Verzilov fueron finalmente rechazados.

### Festín
El 24 de agosto de 2007, Voiná condujo una vigilia para el poeta absurdista Dmitry Prigov, que implicaba una mesa en la que se sirvió comida y vodka, instalada en un vagón del Metro de Moscú. Originalmente,  habían planeado una acción en la que Prigov pudiera tomar parte, pero éste murió antes de que fueran capaces de implementarla. Más tarde llevaron a cabo una acción similar en el Metro de Kiev.

### ¡Follar para el Osezno heredero!
Voiná captó la atención del público por primera vez con "¡Follar para el Osezno heredero!", llevada a cabo el 29 de febrero de 2008, la víspera de la elección de Presidente ruso Dmitri Medvédev. En ella, cinco parejas tuvieron sexo en público en el Museo Estatal de Biología Timiryazev de Moscú. Entre los activistas se encontraban Vera Kondakova y Alexandre Karpenko. Aunque no hubo repercusiones legales inmediatas, varios de sus participantes se enfrentaron a una acción disciplinaria por parte del departamento de filosofía de Universidad de Moscú.
Alexei Plutser-Sarno, un lingüista y autor de un diccionario de Mat (blasfemias) participó en esta acción de forma minoritaria, y luego escribió sobre ella en un artículo de blog muy detallado pero algo fantasioso. A pesar de criticar la acción por su falta de originalidad (otras acciones similares habían sido escenificadas anteriormente por otros grupos rusos de performances artísticas), poco después fue aceptado como miembro de Voiná en pleno derecho, convirtiéndose en su principal "oficial de medios de comunicación" y documentando las actividades del grupo en su blog.

### Humillación de un Policía en su Casa
El 6 de mayo de 2008 los activistas de Voiná entraron en una pequeña comisaría de policía en Bolshevo, cerca de Moscú. Pusieron un retrato de Dmitri Medvédev en las barras de la prisión, y colgaron carteles con frases como "Maten a los inmigrantes" y "Abandonen toda esperanza aquellos que entren aquí". A continuación formaron una pirámide humana y recitaron poemas de Prigov.

### Policía en una Sotana de Cura
El 3 de julio de 2008 Oleg Vorotnikov se puso la túnica de un sacerdote ortodoxo ruso y el sombrero de un agente de policía, se metió en un supermercado y luego se fue sin pagar un carrito de la compra lleno de comida, para así demostrar la "invulnerabilidad" de estos grupos.

### En Memoria de los Decembristas
El 7 de septiembre de 2008, para protestar contra los comentarios homófobos y racistas del Alcalde de Moscú Yuri Luzhkov, Voiná representó un ahorcamiento ficticion de dos hombres homosexuales y tres trabajadores temporales de Asia Central en un centro comercial de Moscú. El título de obra es una referencia a la Revuelta Decembrista, la sublevación militar de 1825 contra el Emperador Nicolás I de Rusia. Algunos miembros del grupo llevaban un cartel que decía "A nadie le importa una mierda Pestel", en referencia al líder decemberista ejecutado Pavel Pestel.
Más tarde, en 2012, Vladímir Putin empleó esta acción en su respuesta a las críticas de Angela Merkel sobre el caso Pussy Riot. Acusó a sus participantes de "antisemitismo" y declaró que estos  "dijeron que necesitábamos librarnos de ese tipo de personas en Moscú". En la página web del Eco de Moscú, el activista gay Oleg Vasilyev se identificó a sí mismo como el hombre judío cuya ejecución fue simulada. Además, rechazó rotundamente la versión de los hechos presentada por Putin, diciendo que "prácticamente todo en su declaración es falso". También explicó que los judíos ni siquiera fueron mencionados durante la acción en sí misma, sólo en el artículo de blog de Plutser-Sarno quien además es judío.

### El Asalto de la Casa Blanca
En la noche entre el 6 y el 7 de noviembre de 2008, Voiná consiguió acceder a una habitación situada en el ático del Hotel Ucrania, que se encuentra frente al edificio de la Casa Blanca de Moscú, sede del Gobierno de la Federación Rusa. Mediante un subterfugio, introdujeron un enorme proyector de láser en el hotel. Se quedaron atrapados con el proyector en un ascensor, pero escaparon de él rompiendo el techo, e inutilizaron su mecanismo de apertura. El equipo de proyección fue utilizado para proyectar una bandera pirata de doce plantas de altura sobre la fachada del edificio de la Casa Blanca. Mientras tanto, otros activistas representaron un "asalto" del edificio, en el cual escalaron las puertas de hierro de ocho metros de altura situadas en su frente.

### La Prohibición de los Clubs
El 28 de diciembre de 2008, miembros de Voiná soldaron las puertas de entrada del restaurante Oprichnik, utilizando una lámpara de carburo y láminas de metal. En la escena dejaron un mensaje: "Para la seguridad de nuestros ciudadanos, las puertas del club de élite Oprichnik han sido reforzadas".

### Polla en el Culo – Concierto Punk en el Tribunal
En mayo de 2009, miembros de Voiná interrumpieron una audiencia judicial en la cual se había convocado al director del Museo y Centro Público Andrei Sakharov, y que se estaba llevando a cabo en Moscú. Se presentaron como un grupo punk llamado "Polla en el Culo" y tocaron una canción, "Todos los Policías son unos Bastardos, Acuérdate de esto", usando instrumentos y un pequeño amplificador que habían introducido a escondidas en la sala de audiencias. La actuación duró menos de dos minutos, ya que fueron rápidamente expulsados por las por fuerzas de seguridad.

## Separación
La división del colectivo Voiná en dos grupos ocurrió en relación con una acción de performance realizada en noviembre de 2009. Tolokonnikova y Verzilov se fueron a Kiev, en Ucrania, para prestar ayuda a una performance del artista-activista ucraniano Alexander Volodarsky.
En el Edificio Verkhovna Rada, sede del Parlamento Ucraniano, Volodarsky y su novia fueron arrestados por desnudarse y simular sexo en público. Como resultado, Volodarsky estuvo detenido por la policía durante seis semanas, y cumplió una condena de seis meses en una colonia penitenciaria.
Según otros miembros, la razón por la cual Voiná se dividió en dos facciones fue que Tolokonnikova y Verzilov se habían convertido en informantes de la policía contra Volodarsky, y que habían robado los objetos personales de Volodarsky, su ordenador de portátil y su dinero, mientras éste estaba en detención. Varios años más tarde, Volodarsky dijo que la performance artística sexual de Kiev había sido una operación chapucera, más que una traición, y se describió a sí mismo como "una pieza de negociación en un conflicto de facciones". Aun así, el grupo Voiná original también sostiene que Verzilov más tarde les había robado discos duros, fotografías, y otros tipos de material, con el objetivo de autopromocionarse.
En diciembre de 2009, Tolokonnikova y Verzilov fueron expulsado y se mudaron a otro lugar, para reorganizarse como un grupo diferente. Este conflicto más tarde se convirtió en una disputa para saber qué facción tendría que ser acreditada por varios trabajos creados bajo el nombre de "Voiná".
Verzilov ha seguido utilizando el nombre "Voiná" a pesar de las objeciones de Vorotnikov y otros miembros de Voiná. Su grupo es a veces conocido como la "facción de Moscú" de Voiná, pero sin embargo Vorotnikov rechaza esta denominación, y continúa alegando que Verzilov es agente provocador de la policía. Verzilov se considera como uno de los cofundadores de Voiná, y por lo tanto piensa que es legítimo seguir utilizando el nombre de Voiná. Rechaza las alegaciones de que es un informador de la policía pero no ofrece ninguna otra explicación.

## Actividades de los miembros originales a partir de 2009

### Polla Capturada por el FSB
En la noche de 14 de junio de 2010, Voiná pintó un falo gigante de 65 metros de largo sobre la superficie del puente levadizo Liteyny que lleva hasta el Bolshoy Dom, sede del Servicio de Seguridad Federal en San Petersburgo. La pintura estaba titulada Pene Espacial Galáctico Gigante. El grupo estudió los movimientos del tráfico alrededor del puente, y organizó prácticas coordinadas durante las dos semanas previas a la acción en una parcela de aparcamiento, ya que sólo disponían de treinta segundos para completar la pintura antes de que el puente levadizo se levantara.

### Cómo Mangar un Pollo
El 20 de julio de 2010, Voiná escenificó uno de sus acciones más notorias en el supermercado Nakhodka de San Petersburgo. Una activista femenina de Voiná apodada "Coño Vacuo Con Tetas Inconcebiblemente Enormes" sacó un pollo de la sección refrigerada del supermercado y luego trabajosamente embutió el pollo entero dentro de su propia vagina, mientras era filmada por otros miembros de Voiná. A continuación robó el pollo al irse del supermercado sin pagar con el pollo todavía insertado dentro de ella, y se unió a los manifestantes que esperaban fuera de la tienda. Los activistas llevaban carteles que deletreaban la palabra "bezblyadno", la cual se traduce aproximadamente por "sin hacer la puta", una referencia al rechazo del grupo por el trabajo asalariado y su afición al robo de comida, y un juego de palabras con la expresión besplatno, "libre (de cargo)".

### Golpe de Palacio
El 20 de septiembre de 2010, miembros de Voiná dieron la vuelta a un coche de policía sacudiéndolo de lado a lado, con el pretexto de recuperar un balón de fútbol para Kasper (el hijo de Vorotnikov y Sokol).

### Auto de fé Policial, o Jodido Prometeo
En una acción más drástica y destructiva, el 31 de diciembre de 2011 Voiná perpetró un ataque pirómano en San Petersburgo, en el cual fue destruido un furgón policial.
En el día de año Nuevo se produjo el asalto de una comisaría de policía, y se usaron cócteles molotov para destruir el vehículo. El portavoz de Voiná Plutser-Sarno escribió en una declaración: "Compredan que esto no es arte,  es una acción más allá del arte. Esta será nuestra Hoguera de las Vanidades".

## Actividades de la facción de Moscú desde 2009

### Tribunal de Cucarachas
El 12 de julio de 2010, Yuri Samodurov y Andrei Erofeev, comisarios de la exposición "Arte Prohibido 2006", fueron condenados en el Tribunal de Tagansky, en Moscú, por cargos de "incitar al odio religioso". El grupo conservador ortodoxo "Sínodo popular" se había opuesto a obras que representaban a Mickey Mouse como Lenin y Jesucristo.
Los miembros de Voiná se introdujeron en el edificio del tribunal con la intención de liberar aproximadamente 3500cucarachas gigantes de Madagascar vivas. Todavía no está claro hasta que punto tuvieron éxito. El proceso de cría y recogida de cucarachas ha sido documentado, pero no existe ninguna evidencia fotográfica de la liberación en el interior del tribunal. La activista Yekaterina Samutsevich, que se encontraba entre los que habían planeado infiltrarse en el tribunal con los insectos, fue más tarde juzgada en la misma sala del juzgado, antes de ser sentenciada a libertad condicional en el juicio contra Pussy Riot.

### Operación: Besar la Basura
En enero y febrero de 2011 Voiná fue protagonista de una serie de provocaciones en lugares públicos de Moscú, como parte de una serie llamada Operación: Besar la Basura (en ruso: Лобзай мусора). En ruso, la palabra musor (literalmente: "basura") es la palabra de argot más ofensiva para llamar a los agentes de policía. La acción consistió en que las activistas femeninas del grupo se acercaran y robaran besos a policías sin previo aviso o consentimiento, y tuvo lugar en las estaciones de metro y en las calles. Esta acción fue realizada como protesta anticipatoria de la Nueva Ley de la Policía firmada por el presidente Medvédev, la cual entró en vigor el primero de marzo de 2011.

### Pussy Riot
El grupo Pussy Riot se formó en agosto de 2011, del cual formaron parte Nadezhda Tolokonnikova y Yekaterina Samutsevich, miembros de la facción moscovita de Voiná.

## Otros acontecimientos
El 15 de noviembre de 2010, Leonid Nikolayev y Oleg Vorotnikov fueron arrestados por dar la vuelta a siete coches de policía vacíos como una acción de performance artístico llamada Revolución de Palacio. Los cargos oficiales fueron la violación del Artículo 213, Párrafo 1, Elemento B del Código Criminal - gamberrismo motivado por odio u hostilidad hacia un grupo social. No se permitió ninguna libertad por fianza, y el juicio fue programado para el 28 de febrero de 2011. Cuando fue liberado bajo fianza a finales de febrero de 2011, Vorotnikov dejó su fianza sin pagar y fue a esconderse.
El 31 de marzo de 2011, Vorotnikov fue arrestado de nuevo en un incidente no relacionado con los anteriores, por asaltar a un agente de policía en una manifestación política no autorizada.
Los activistas se habían unido al grupo Strategy-31 que manifestaba a favor de una aplicación apropiada del Artículo 31 de la constitución rusa, el cual garantiza el derecho a reunirse de manera pacífica. La manifestación se convirtió en una seria confrontación, después de que ciertos activistas rociaron los agentes de policía con botellas que contenían su propia orina. Vorotnikov fue arrestado y liberado. Aun así, una orden internacional de arresto fue emitida posteriormente por su segunda arrestación, en julio de 2011.
Nikolayev, Vorotnikov, y una tercera integrante de Voiná, Natalya Sokol, alegan haber sido atacados por miembros de la policía anti-extremismo vestidos de paisano en San Petersburgo. La paliza ocurrió después de una rueda de prensa en la cual Voiná hablaron sobre las condiciones de su detención. Han estado viviendo como fugitivos en el área de San Petersburgo, y han intentado evadirse de la policía cambiando de lugar frecuentemente.
El 7 de abril de 2011 el grupo fue galardonado con el premio de "Innovación"  en la categoría "Obra de Arte visual", establecido por el Ministerio de Cultura. El premio fue entregado por el falo sobre el puente levadizo en San Petersburgo, dibujado en la noche del 15 de junio de 2010. Cuándo el puente se abría, el pene de 65 metros de largo quedaba frente al FSB de San Petersburgo (anterior sede del KGB). El premio era de 400.000 rublos  (aproximadamente 10.000 euros).
Los participantes del grupo artístico no atendieron a la entrega del premio. Leonid Nikolayev y Oleg Vorotnikov explicaron que esto se debía a que consideraban que su trabajo no requería ninguna aprobación formal.
El 1 de julio de 2011, se supo que hicieron donación de los 400.000 rublos del premio estatal de "Innovación" a la organización Ágora de ayuda a los presos políticos.
En algún momento de finales de 2012 o principios de 2013, Vorotnikov, Sokol y sus dos hijos huyeron de Rusia hacia Italia, a pesar de la excepcional orden de arresto contra ellos emitida por la Interpol. El 10 de enero de 2013 un vídeo fue subido a YouTube en el cual aparentemente se ve a Vorotnikov dando una conferencia en Venta, una galería de arte independiente instalada en un almacén de sal abandonado de Venecia.
El 24 de septiembre de 2015 el miembro prominente de Voiná Leonid Nikolaev murió a causa de una caída sufrida mientras estaba podando árboles.

### Fotografías
- Dolcy, Marlon (20 de diciembre de 2010). "Anarquistas de arte ruso se explican" Archivado el 26 de diciembre de 2010 en Wayback Machine., en el sitio dontpaniconline.com.

- Masun (3 de marzo de 2008). Секс в биологическом музее - Sexo en el Museo Biológico.

- "Cómo mangar un pollo - acción artística", galería de imágenes en el sition imagebam.com.

### Vídeos
- Polla Capturada por el FSB- acción artística, publicado en YouTube.
- Казнь гома и таджика, Un Regalo de Y. Luzhkov, En Memoria de los Decemberistas - acción artística, publicado en YouTube.
- Дворцовый Переворот, акция арт-группы "ВОЙНА", Dando la vuelta a un coche de policía - acción artística, publicado en YouTube.

### Otros
- Арт-группа "Война", Grupo artístico "Voiná" (en ruso).

- Datos: Q723527
- Multimedia: Voina (performance group) / Q723527